# Liste des aéroports au Nunavut
Il s'agit d'une liste alphabétique des aéroports, des aérodromes et des héliports d'une province ou d'un territoire du Canada. Ils sont énumérés dans le format : 
1. Communauté
2. Nom de l'aéroport comme indiqué dans l'un des Supplément de vol-Canada (CSA) ou par l'autorité aéroportuaire, éventuellement suivi par d'autres nom,
3. Code OACI (Organisation de l'aviation civile internationale): ICAO en anglais
4. Code IATA (Association internationale du transport aérien)
5. Code Transports Canada Lieu identifiant (LID TC) : le « TC LID » est le « lieu d'identification » donné par Transports Canada, représentant le nom et le lieu d'un aéroport. C'est une aide de direction pour aider la circulation aérienne, les télécommunications et les programmes d'ordinateur.
6. Coordonnées géographiques de l'aéroport

Les aéroports qui font partie du réseau national des aéroports sont en caractères gras.

## Aéroports du Nunavut[1],[2]
| Ville                | Aéroport                     | OACI | TC LID | AITA | Coordonnées                   |
| -------------------- | ---------------------------- | ---- | ------ | ---- | ----------------------------- |
| Alert                | Alert                        | CYLT |        | YLT  | 82° 31′ 04″ N, 62° 16′ 50″ O  |
| Arctic Bay           | Arctic Bay                   |      | CJX7   | YAB  | 73° 00′ 19″ N, 85° 01′ 59″ O  |
| Arctic Bay           | Aéroport Arctic Bay (CYAB)   |      | CYAB   |      | 73° 00′ 23″ N, 85° 02′ 50″ O  |
| Arviat               | Arviat                       | CYEK |        | YEK  | 61° 05′ 39″ N, 94° 04′ 15″ O  |
| Arviat               | Hydroaérodrome Arviat        |      | CRV8   |      | 61° 08′ 50″ N, 94° 06′ 57″ O  |
| Baker Lake           | Baker Lake                   | CYBK |        | YBK  | 64° 17′ 56″ N, 96° 04′ 40″ O  |
| Baker Lake           | Hydroaérodrome Baker Lake    |      | CJK6   |      | 64° 19′ 00″ N, 96° 01′ 00″ O  |
| Cambridge Bay        | Cambridge Bay                | CYCB |        | YCB  | 69° 06′ 29″ N, 105° 08′ 18″ O |
| Cambridge Bay        | Hydroaérodrome Cambridge Bay |      | CJD7   |      | 69° 07′ 20″ N, 105° 01′ 15″ O |
| Cape Dorset          | Cape Dorset                  | CYTE |        | YTE  | 64° 13′ 49″ N, 76° 31′ 29″ O  |
| Chesterfield Inlet   | Chesterfield Inlet           | CYCS |        | YCS  | 63° 20′ 50″ N, 90° 43′ 52″ O  |
| Clyde River          | Clyde River                  | CYCY |        | YCY  | 70° 29′ 10″ N, 68° 31′ 00″ O  |
| Coral Harbour        | Coral Harbour                | CYZS |        | YZS  | 64° 11′ 36″ N, 83° 21′ 34″ O  |
| Doris Lake           | Doris Lake (en)              |      | CDL7   | JOJ  | 68° 07′ 31″ N, 106° 35′ 07″ O |
| Eureka               | Eureka                       | CYEU |        | YEU  | 79° 59′ 40″ N, 85° 48′ 43″ O  |
| Fjord Tanquary       | Tanquary Fiord (en)          |      | CJQ6   | JQ6  | 81° 24′ 34″ N, 76° 52′ 54″ O  |
| George Lake          | Aérodrome George Lake        | CGR3 |        |      | 65° 55′ 41″ N, 107° 27′ 44″ O |
| Gjoa Haven           | Gjoa Haven                   | CYHK |        | YHK  | 68° 38′ 08″ N, 95° 51′ 01″ O  |
| Goose Lake           | Aérodrome Goose Lake         | CGS2 |        |      | 65° 33′ 10″ N, 106° 26′ 01″ O |
| Grise Fiord          | Grise Fiord                  | CYGZ |        | YGZ  | 76° 25′ 34″ N, 82° 54′ 33″ O  |
| Hall Beach           | Sanirajak                    | CYUX |        | YUX  | 68° 46′ 32″ N, 81° 14′ 40″ O  |
| Hayes Camp           | Aérodrome Hayes Camp         | CHC5 |        |      | 66° 39′ 20″ N, 91° 32′ 42″ O  |
| Hope Bay             | Hope Bay (en)                |      | CHB3   | UZM  | 68° 09′ 50″ N, 106° 36′ 52″ O |
| Igloolik             | Igloolik                     | CYGT |        | YGT  | 69° 21′ 53″ N, 81° 48′ 58″ O  |
| Iqaluit              | Iqaluit                      | CYFB |        | YFB  | 63° 45′ 23″ N, 68° 33′ 21″ O  |
| Kimmirut             | Kimmirut                     | CYLC |        | YLC  | 62° 51′ 00″ N, 69° 53′ 00″ O  |
| Kugaaruk             | Kugaaruk                     | CYBB |        | YBB  | 68° 32′ 04″ N, 89° 48′ 29″ O  |
| Kugluktuk            | Kugluktuk                    | CYCO |        | YCO  | 67° 49′ 00″ N, 115° 08′ 38″ O |
| Mary River           | Aérodrome Mary River         |      | CMR2   |      | 71° 19′ 27″ N, 79° 21′ 25″ O  |
| Meadowbank Gold Mine | Aérodrome Meadowbank         |      | CMB2   |      | 69° 01′ 30″ N, 96° 04′ 14″ O  |
| Pangnirtung          | Pagnirtung                   | CYXP |        | YXP  | 66° 08′ 42″ N, 65° 42′ 49″ O  |
| Pond Inlet           | Pond Inlet                   | CYIO |        | YIO  | 72° 41′ 22″ N, 77° 58′ 08″ O  |
| Qikiqtarjuaq         | Qikiqtarjuaq                 | CYVM |        | YVM  | 67° 32′ 45″ N, 64° 01′ 53″ O  |
| Rankin Inlet         | Rankin Inlet                 | CYRT |        | YRT  | 62° 48′ 41″ N, 92° 06′ 57″ O  |
| Repulse Bay          | Naujaat                      | CYUT |        | YUT  | 66° 31′ 17″ N, 86° 13′ 29″ O  |
| Resolute             | Resolute Bay                 | CYRB |        | YRB  | 74° 43′ 01″ N, 94° 58′ 10″ O  |
| Sanikiluaq           | Sanikiluaq                   | CYSK |        | YSK  | 56° 32′ 13″ N, 79° 15′ 00″ O  |
| Taloyoak             | Taloyoak                     | CYYH |        | YYH  | 69° 32′ 48″ N, 93° 34′ 37″ O  |
| Whale Cove           | Whale Cove                   | CYXN |        | YXN  | 62° 14′ 24″ N, 92° 35′ 53″ O  |

Les aéroports qui font partie du système national des aéroports sont en caractères gras. 
- Les noms alternatifs sont en parenthèses

## Aéroports abandonnés
| Ville      | Nom de l'aéroport      | ICAO | TC LID | IATA | Coordonnées                   |
| ---------- | ---------------------- | ---- | ------ | ---- | ----------------------------- |
| Iqaluit    | Frobisher Bay Air Base |      |        |      | 63° 45′ 21″ N, 68° 32′ 23″ O  |
| Lupin Mine | Aéroport Lupin         | CYWO |        | YWO  | 65° 45′ 33″ N, 111° 15′ 00″ O |
| Nanisivik  | Aéroport Nanisivik     | CYSR |        | YSR  | 72° 58′ 56″ N, 84° 36′ 49″ O  |